# کالج هریسون (ایندیانا)
کالج هریسون یک کالج خصوصی انتفاعی مستقر در ایندیاناپولیس، ایندیانا، با ۱۱ پردیس در ایندیانا، اوهایو، و کارولینای شمالی بود. این کالج به عنوان کالج بازرگانی ایندیانا در سال ۱۹۰۲ در ماریون، ایندیانا تأسیس شد. هریسون توسط دفتر اعتبار بخشی مدارس آموزش بهداشت (ABHES) و رشته کارشناسی پرستاری آن توسط کمیسیون آموزش پرستاری دانشگاهی تأیید شده بود. در ۱۴ سپتامبر ۲۰۱۸ اعلام شد که تمامی پردیس‌ها در ۱۶ سپتامبر ۲۰۱۸ برای همیشه بسته می‌شوند، به‌جز آکادمی سرآشپز، که تا پایان دوره در اکتبر ۲۰۱۸ بازمی‌ماند.